# Megalithic Symphony
Albums de Awolnation
Back from Earth
(2010)
Megalithic Symphony est le premier album du groupe de rock électronique Awolnation. Sorti sous le label Red Bull Records, il a d'abord été disponible en version numérique le 15 mars 2011, puis sur CD, deux semaines plus tard, le 29 mars.

## Titres
Toutes les chansons sont écrites et composées par Aaron Bruno, sauf quand noté.
| No  | Titre                                   | Durée |
| --- | --------------------------------------- | ----- |
| 1.  | Megalithic Symphony                     | 0:58  |
| 2.  | Some Sort of Creature                   | 0:27  |
| 3.  | Soul Wars (Bruno, Eric Stenman)         | 3:37  |
| 4.  | People (Bruno, Stenman)                 | 3:58  |
| 5.  | Jump on My Shoulders                    | 4:08  |
| 6.  | Burn It Down (Bruno, Jimmy Messer)      | 2:45  |
| 7.  | Guilty Filthy Soul (Bruno, Messer)      | 3:34  |
| 8.  | Kill Your Heroes (Bruno, Brian West)    | 2:59  |
| 9.  | My Nightmare's Dream                    | 0:27  |
| 10. | Sail                                    | 4:19  |
| 11. | Wake Up                                 | 3:03  |
| 12. | Not Your Fault                          | 4:03  |
| 13. | All I Need (Bruno, Messer)              | 3:38  |
| 14. | Knights of Shame (Bruno, Cameron Duddy) | 14:58 |